# Mare de Déu del Remei (Móra la Nova)
La Mare de Déu del Remei o Nostra Senyora del Remei és una església dins del nucli urbà de la població de Móra la Nova, formant cantonada entre la plaça de l'Església i el passeig de Mossèn Joan catalogada a l'Inventari del Patrimoni Arquitectònic de Catalunya. L'església nova, consagrada a la Mare de Déu del Remei, fou bastida amb la col·laboració de tot el poble entre el 1954 i el 1955, atès que l'antiga església parroquial fou destruïda durant la Guerra Civil Espanyola de 1936-39.
Església de tres naus, les laterals més baixes que la central, amb absis semicircular. La nau central està coberta per un sostre pla dividit en cassetons decorats. Les naus laterals estan cobertes per voltes de canó amb llunetes, i s'obren a la nau central mitjançant arcs de mig punt sostinguts per columnes cilíndriques amb capitells d'estil corinti. L'absis presenta una volta semicircular, amb l'arc triomfal sostingut damunt pilastres quadrades amb les impostes motllurades, que enllacen amb una cornisa que recorre la conca absidal. Al seu costat hi ha la sagristia. Als peus del temple hi ha el cor, de molta alçada i sostingut per una volta rebaixada. La il·luminació del temple es fa mitjançant finestrals de mig punt situats a la part superior dels arcs formers que s'obren a la nau central. La façana principal presenta un portal d'accés rectangular emmarcat per dues pilastres que sostenen un entaulament motllurat, damunt del qual hi ha un timpà semicircular amb la imatge de la verge del Remei. Damunt seu hi ha tres finestrals allargats de mig punt amb gelosia. El parament està coronat per un frontó triangular motllurat amb una creu central. El campanar està situat al costat de tramuntana. És de planta quadrada, amb la coberta de quatre vessants i presenta dues filades superposades per cara, formades per tres obertures d'arc de mig punt cadascuna. La construcció està arrebossada i pintada. L'interior està decorat per diverses pintures murals. Adossat a llevant de l'església hi ha un edifici destinat a les dependències parroquials.